# Colin Donnell
Colin John Donnell (St. Louis, 9 de outubro de 1982) é um ator norte-americano mais conhecido por suas performances em diversas peças da Broadway. Ele é conhecido por interpretar Tommy Merlyn na série de televisão Arrow, e por interpretar Connor Rhodes na série Chicago Med.

## Biografia
Colin Donnell é o caçula de três irmãos. Ele tocou piano e teve aulas de canto, quando tinha 17 anos. Sua introdução para o palco foi no Colégio, onde ele fazia parte do coro e fazendo malabarismo e truques de circo. Como ele disse, ele "adorou" e o resto é apenas história. Colin graduou-se na Universidade de Indiana em 2005.

## Carreira
Donnell tem participado de muitas excursões dentro dos Estados Unidos em peças como Mamma Mia! e Wicked. Sua primeira participação no Teatro da Broadway foi em Jersey Meninos como Hank Mejewski. Seus outros créditos no palco incluem  Follies, Meet Me In St. Louis e Anything Goes pelo qual ele foi nomeado para um Drama Desk Award. Donnell começou na televisão interpretando Mike Ruskin na série de televisão Pan Am (2011-2012). Desde o outono de 2012, ele está estrelando como Tommy Merlyn na série de televisão Arrow 

## Televisão
| Televisão | Televisão              | Televisão         | Televisão                                          |
| Ano       | Título                 | Papel             | Notas                                              |
| --------- | ---------------------- | ----------------- | -------------------------------------------------- |
| 2011-2012 | Pan Am                 | Mike Ruskin       | 4 episódios                                        |
| 2012-2019 | Arrow                  | Tommy Merlyn      | 35 episódios                                       |
| 2014      | Unforgettable          | Agente Stone      | Episódio: Flesh and Blood                          |
| 2014      | Person of Interest     | Billy Parson      |                                                    |
| 2014      | The Mysteries of Laura | Daniel Mikorski   | Episódio: The Mystery of the Dysfunctional Dynasty |
| 2014      | The Affair             | Scotty Lockhart   | 9 episódios                                        |
| 2015-2019 | Chicago Med            | Dr. Connor Rhodes | 84 episódios                                       |
| 2016-2019 | Chicago Fire           | Dr. Connor Rhodes | 4 episódios                                        |
| 2016-2017 | Chicago P.D.           | Dr. Connor Rhodes | 4 episódios                                        |
| 2020      | Love on Iceland        | Charlie           | Tele filme                                         |